# 岡崎市立宮崎小学校
岡崎市立宮崎小学校（おかざきしりつ みやざきしょうがっこう）は、愛知県岡崎市石原町にある公立小学校。

## 概要
1873年（明治6年）に創立した。
豊富小学校、夏山小学校、形埜小学校、下山小学校とともに、岡崎市立額田中学校の学区を構成する。
| 調査日       | 児童数 | 通常学級 | 特別支援学級 | 出典  |
| ------------ | ------ | -------- | ------------ | ----- |
| 2013年4月8日 | 43人   | 6        | 0            | [ 2 ] |
| 2019年5月1日 | 25人   | 5        | 0            | [ 3 ] |
| 2020年5月1日 | 22人   | 3        | 0            | [ 4 ] |
| 2021年5月1日 | 18人   | 3        | 0            | [ 5 ] |
| 2022年5月1日 | 16人   | 4        | 0            | [ 6 ] |
| 2023年5月1日 | 19人   | 4        | 1            | [ 7 ] |

なお、本学区の額中生は敬信寮に入寮できる。本宮山のふもとに位置する本校は、岡崎市の市街地から遠く離れており、学校周辺は山と森に囲まれている。本校の通称は「宮小」、「宮崎小」など。

## 学区
| 町名                                                                       | 進学先     |
| -------------------------------------------------------------------------- | ---------- |
| 石原町、宮崎町、明見町、中金町、東河原町、雨山町、大代町、木下町、千万町町 | 額田中学校 |

### 小規模特認校制度
2022年（令和4年）8月26日、市教育委員会は、宮崎小学校、下山小学校、夏山小学校、秦梨小学校の4校が2023年（令和5年）4月から、学区外の児童が入学・転入・編入できるようになる「小規模特認校制度」を導入すると発表した。市内の小学校に在籍する児童や在籍予定の園児であれば4校への入学などが認められる。入学などの受け入れ時期は原則毎年4月の年度当初で、1年以上の在籍を条件とする。通学については保護者の送迎を基本とし、公共交通機関を利用した児童のみの通学も認められる。募集期間は2022年（令和4年）9月1日～12月20日。

## 沿革
- 1873年 - 宮崎４か村が連合して石原市場を市場仮教場として開設。
- 1875年 - 亀穴仮教場となる。
- 1875年 - 「第2大学区第8中学区内第17小学宮崎校」と称する。
- 1877年 - 明見、中金、亀穴3か所で、道庭学校をつくる。
- 1877年 - 「第2大学区第8中学区内第56小学宮崎校」と称する。
- 1877年 - 石原村で、石原学校を開設する。
- 1881年 - 道庭学校が閉校。校舎は亀穴学校として、亀穴へ移転。
- 1882年 - 明見村が、明見学校を開設。
- 1885年 - 明見、中金、亀穴、石原、大代、雨山、河原の7か村が合併。宮崎村に。
- 1889年 - 亀穴学校が閉校。校舎は宮崎村役場になる。
- 1892年 - 石原尋常学校・明見尋常学校と称する。
- 1899年 - 石原尋常学校・明見尋常学校が合併。宮崎尋常学校となる。校舎は石原学校の校舎を使用。
- 1900年 - 宮崎尋常高等小学校となる。
- 1901年 - 新校舎建設完了。
- 1903年 - 校舎増築。
- 1905年 - 教育剌灯会を開く。
- 1907年 - 裁縫室を増築。
- 1913年 - 校舎増築。運動場拡張。
- 1914年 - 北校舎を改造し、教員住宅建設。
- 1915年 - 南校舎を改造。集会場を増設。
- 1918年 - 中部農業補習学校が併設。
- 1923年 - 宮崎農業補習学校と改称。宮崎尋常高等小学校と併設。
- 1925年 - 第1回運動会を開催。
- 1930年 - 30周年記念式典が行われる。
- 1930年 - 校舎増築工事着工。
- 1941年 - 国民学校令公布。宮崎国民学校に改称。
- 1942年 - 学制発行70周年記念式を挙行。
- 1945年 - 疎開児童入学。
- 1946年 - 学校給食開始。
- 1947年 - 国民学校を小学校と改称する。宮崎村立宮崎国民学校から宮崎村立宮崎小学校に改称。
- 1947年 - 「高等科」が廃止。宮崎中学校（旧額田町立宮崎中学校）が発足。
- 1948年 - PTA発足。
- 1956年 - 合併し額田町となる。額田町立宮崎小学校に改称。
- 1965年 - 校歌制定。
- 1966年 - 創立65周年記念式典を挙行。
- 1967年 - FBCに参加。
- 1968年 - 環境緑化コンクールに参加。
- 1971年 - 東海三県学校図書館コンクールで入賞。
- 1972年 - 東海三県学校図書館コンクールで入賞。
- 1973年 - 開校100周年記念式典を挙行。
- 1974年 - プール完成。
- 1985年 - 新校舎建設。
- 2003年 - 開校130周年[10]記念式典を挙行。
- 2006年 - 合併し岡崎市となる。岡崎市立宮崎小学校に改称。
- 2010年 - 岡崎市立大雨河小学校・岡崎市立千万町小学校を併合。

## 著名な出身者
- 平泉成（俳優）[11]